# چولولا

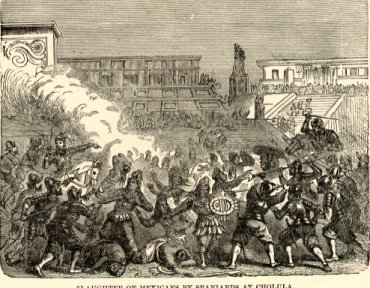
حمله ارنان کورتز و نیروهایش برای تصاحب شهر چولولا و درگیری با بومیان

چولولا از شهرهای مهم و باستانی آمریکای مرکزی در کشور مکزیک است که سابقه سکونت در آن به دوران پیش از میلاد باز میگردد.چولولا تا قرن هشتم میلادی روستای کوچکی بود اما از زمانی که تحت سیطره حاکمان تئوتیهواکان افتاد پیشرفت قابل ملاحظه‌ای یافت.پس از مایاها آزتک‌ها فرمانروای این شهر شدند و در نیمه اول قرن شانزدهم بدست اسپانیایی‌ها سقوط کرد.